# سوتون آلپاین، آلاسکا
سوتون آلپاین (به انگلیسی: Sutton-Alpine) شهری در بخش ماتانوسکا-سوسیتنا ایالت آلاسکا است که جمعیت آن در سرشماری سال ۲۰۰۰ میلادی ۱۰۸۰ نفر بوده‌است.